# 江浦村
江浦村（えのうらむら）は、福岡県三池郡にあった村。

## 歴史
- 1889年（明治22年）4月1日 - 町村制の施行により、三池郡江浦町村、江浦村、山門郡徳島村が合併して村制施行し、三池郡江浦村が発足。
- 1931年（昭和6年）10月1日 - 三池郡岩田村、二川村と合併して高田村を新設して消滅。